# Avenue Anatole-France (Vitry-sur-Seine)
Pour les articles homonymes, voir Avenue Anatole-France.
L'avenue Anatole-France est un axe majeur de Vitry-sur-Seine, dans le Val-de-Marne.

## Situation et accès

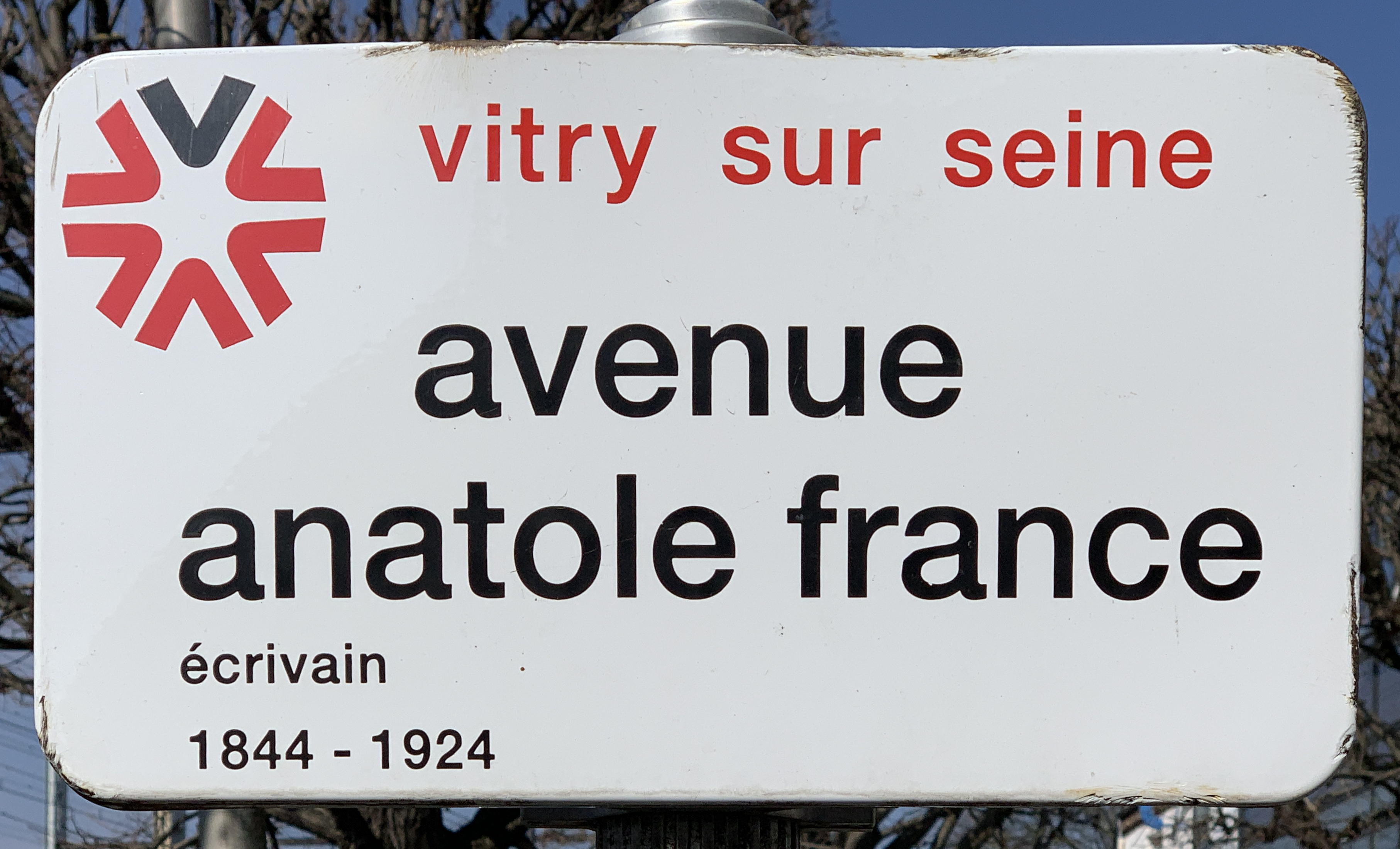
Plaque de l'avenue.

Cette avenue est accessible par la gare de Vitry-sur-Seine. Elle suit la route départementale 155.

## Origine du nom
Cette voie porte le nom d'Anatole France (1844-1924), écrivain et critique littéraire français.

## Historique

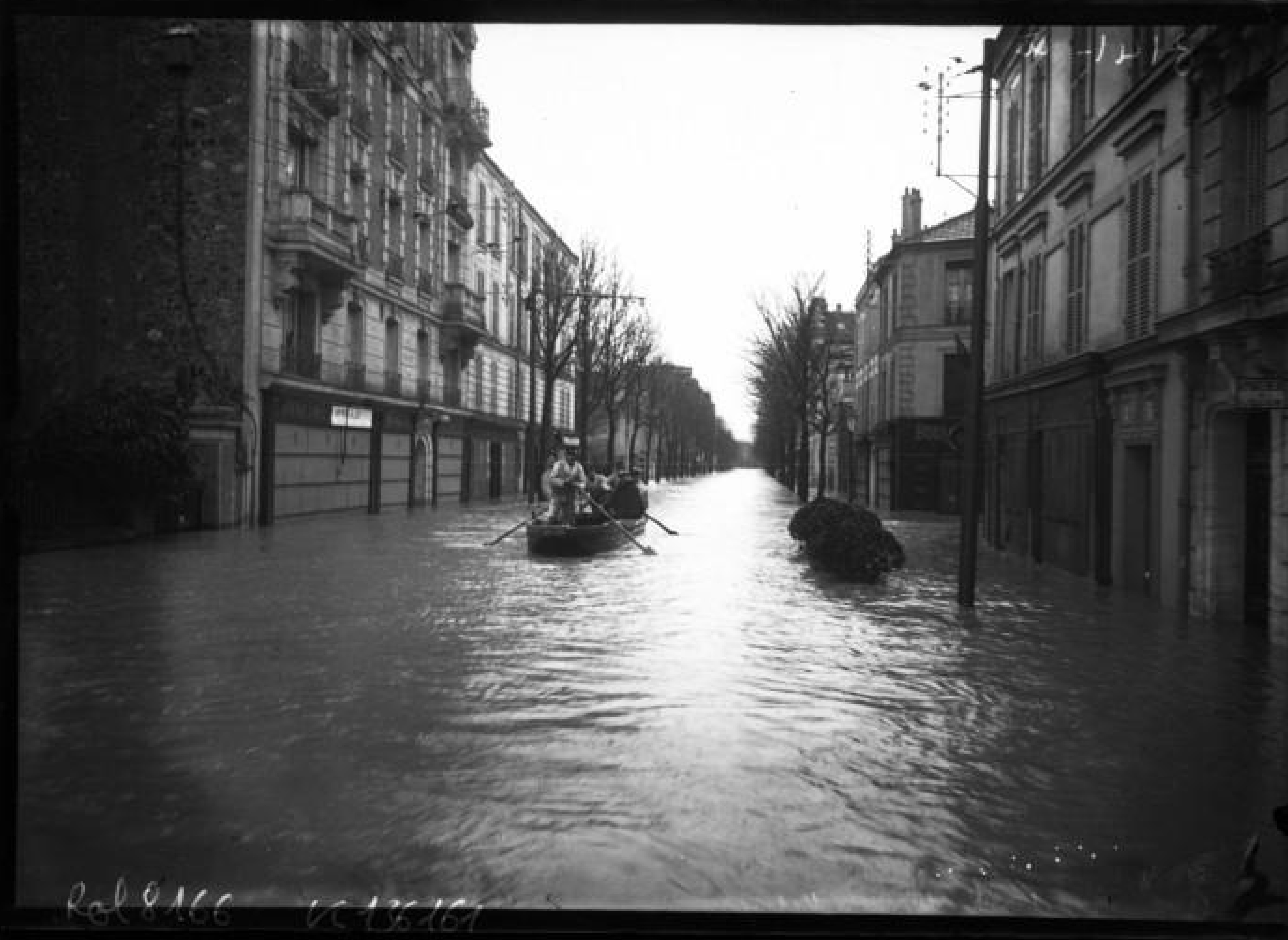
Les inondations dans l'avenue en janvier 1910 (agence Rol).

Lors de la crue de la Seine de 1910, sa proximité avec le fleuve lui fait payer un lourd tribut de destructions.
Dans la nuit du 26 au 27 août 1944, les Allemands bombardent Vitry. Des impacts sont retrouvés aux no 39, 41 et 43 de la rue.

## Bâtiments remarquables et lieux de mémoire
- Chapelle Saint-Marcel de Vitry-sur-Seine, construite en 1935[3].
- Aux no 1-3, une maison recensée dans l'inventaire général du patrimoine culturel[4].
- Au no 5, un immeuble recensé dans l'inventaire général du patrimoine culturel[5].